# Vasilij Ivanovič Aleksejev
Vasilij Ivanovič Aleksejev (rusko Василий Иванович Алексеев), sovjetski general, * 26. januar 1902, Čud, Niženovgorodska oblast, † 1. februar 1976, Moskva.

## Življenjepis
Leta 1932 se je pridružil Rdeči armadi. Leta 1941 je bil namestnik poveljnika (za politične zadeve) letalskih sil v Odeškem vojaškem okrožjem ter član vojaškega sveta letalskih sil Južne fronte. 
Med letoma 1942 in 1943 je bil član vojaškega sveta 4. zračne armade in med letoma 1943 in 1944 je bil politični komisar 5. zračne armade.
Prejel je red rdeče zastave, red domovinske vojne 1. in 2. stopnje.